# 納粹龐克 (電影)
是一部2015年美國恐怖驚悚電影，由傑瑞米·索尼耶執導和編劇。由安東·葉爾欽、伊莫珍·蓋伊·波茨和派崔克·史都華主演。
電影於2014年10月在俄勒岡州的波特蘭開拍。於第68屆坎城影展的導演雙週上首映。本片定於2016年4月15日在美國有限上映。

## 劇情
故事敘述一支年輕的龐克樂團到美國的一個小鎮酒吧演出，但在那裡卻意外地捲入納粹惡徒組織的可怕威脅....。

## 演員
- 安東·葉爾欽 飾 Pat
- 伊莫珍·蓋伊·波茨 飾 Amber
- 艾莉亞·夏科特（英语：Alia Shawkat） 飾 Sam
- 喬·柯爾 飾 Reece
- 卡倫·透納 飾 Tiger
- 派崔克·史都華 飾 Darcy Banker
- 馬克·韋柏（英语：Mark Webber (actor)） 飾 Daniel

## 製作
本片於2014年10月在俄勒岡州的波特蘭地區開拍。

## 反響
《納粹龐克》獲得了一致好評。爛番茄根據79篇專業影評持有89%的新鮮度，平均得分7.9／10。Metacritic得分78，整體好評居多。影評人大多稱讚電影營造出的緊張刺激、暴力和演員的精彩演出。

## 外部連結
- 互联网电影数据库（IMDb）上《Green Room》的资料（英文）
- Box Office Mojo上《Green Room》的資料（英文）
- 爛番茄上《Green Room》的資料（英文）
- Metacritic上《Green Room》的資料（英文）